# Govardhan
Govardhan (o Gobardhan, Goverdhan) è una suddivisione dell'India, classificata come nagar panchayat, di 18.512 abitanti, situata nel distretto di Mathura, nello stato federato dell'Uttar Pradesh. In base al numero di abitanti la città rientra nella classe IV (da 10.000 a 19.999 persone).

## Geografia fisica
La città è situata a 27° 30' 0 N e 77° 28' 0 E e ha un'altitudine di 178 m s.l.m..

## Società

### Evoluzione demografica
Al censimento del 2001 la popolazione di Govardhan assommava a 18.512 persone, delle quali 10.109 maschi e 8.403 femmine. I bambini di età inferiore o uguale ai sei anni assommavano a 3.075, dei quali 1.650 maschi e 1.425 femmine. Infine, coloro che erano in grado di saper almeno leggere e scrivere erano 11.465, dei quali 7.123 maschi e 4.342 femmine.